# HAL CATS Warrior
HAL CATS Warrior – indyjski, prototypowy, bojowy bezzałogowy statek powietrzny o cechach obniżonej wykrywalności, opracowywany w ramach programu Combat Air Teaming System (CATS). Maszyna ma obok zadań typowo rozpoznawczych realizować misje uderzeniowe na cele naziemne, morskie i powietrzne jak również pełnić funkcję tzw. lojalnego skrzydłowego czyli bezzałogowej maszyny wspierającej działania samolotów załogowych.

## Historia
Prace nad samolotem trwają co najmniej od 2018 roku. Powstaje on w ramach projektu Combat Air Teaming System (CATS), którego celem jest zaprojektowanie i zbudowanie wysoce autonomicznego, bojowego aparatu bezzałogowego. Konstrukcji zdolnej do realizacji misji rozpoznawczych, zwiadowczych i obserwacyjnych, podczas których wyniki obserwacji przesyłane są w czasie rzeczywistym do załogowych samolotów, jak również samodzielnego atakowania wybranych celów naziemnych, morskich i powietrznych. Do realizacji misji bojowych, maszyna będzie przenosić uzbrojenie w zamkniętych, wewnętrznych komorach uzbrojenia, charakterystycznych dla maszyn o cechach obniżonej wykrywalności. Dodatkowymi rozwiązaniami mającymi na celu utrudnić wykrycie samolotu są między innymi kształt płatowca oraz wloty powietrza umieszczone nad kadłubem, osłaniając w ten sposób przed promieniowaniem radarowym łopaty wirników silników odrzutowych. Maszyna ma być wyposażona dodatkowo w zestaw do walki elektronicznej, radar z anteną z aktywnym skanowaniem fazowym (AESA), system obrazowania elektrooptycznego i podczerwonego.
W 2021 roku, podczas targów AERO India, producent po raz pierwszy zaprezentował makietę nowej konstrukcji. Następnie testowano kolejne modele wybudowane w zmniejszonej skali aby dobrać najbardziej odpowiednią konfiguracje płatowca. 11 stycznia 2025 roku, producent poinformował o rozpoczęciu prób naziemnych samolotu. Maszyna ma być zdolna do operowania z baz lądowych jak również z pokładu lotniskowca. W ramach misji lojalnego skrzydłowego, ma wspierać maszyny HAL AMCA, HAL Tejas, SEPECAT Jaguar, Su-30 i HAL TEDBF.